# Justyna Podziemska
Justyna Dorota Podziemska (ur. 12 maja 1985 w Głogowie) – polska koszykarka występująca na pozycjach silnej skrzydłowej lub środkowej.

## Osiągnięcia
Na podstawie, o ile nie zaznaczono inaczej.

### NJCAA
- Wicemistrzyni Regionu IX NJCAA (2006)[4]
- Koszykarka roku konferencji Wyoming Community College Athletics Conference (2006)[4]

### NCAA
- Mistrzyni turnieju Women’s National Invitation Tournament (WNIT – 2007)
- Uczestniczka rozgrywek turnieju NCAA (2008)
- Najlepsza nowo przybyła zawodniczka konferencji Mountain West (2007)
- Zaliczona do:
  - I składu ESPN Magazine Academic All-District VII (2008)
  - II składu All-Mountain West (2007, 2008)
  - Galerii Sław Sportu drużyny Cowgirls (2017)

### Reprezentacja
- Wicemistrzyni Europy U–20 (2005)[5]
- Brązowa medalistka uniwersjady (2007)[6]